# Gian Giacomo Trivulzio
Gian Giacomo Trivulzio, I marchese di Vigevano (Milano, 24 giugno 1442 – Arpajon, 5 dicembre 1518), è stato un nobile, militare e politico italiano naturalizzato francese, spregiudicato nelle azioni e coinvolto nelle complesse vicende che ebbero come posta il dominio dei territori della signoria di Milano tra la fine del XV secolo e l'inizio del XVI.

## Biografia

### Infanzia
Giangiacomo figlio di Antonio Trivulzio (?-1454) e Francesca Visconti, figlia di Domenico Visconti Aicardi (?-1431), ha come compagno di studi Galeazzo Maria Sforza.

### Periodo milanese
Nel 1465 segue l'esercito sforzesco in Francia in aiuto di re Luigi XI. Partecipa alle campagne contro il Colleoni ed è al fianco di Federico da Montefeltro nelle guerre di Romagna. Sposa in prime nozze poco prima di agosto del 1466 la dodicenne Margherita Colleoni (1454-18 dicembre 1483), figlia di Nicolino, lontano parente del celebre condottiero, e di Cia Visconti; da lei ebbe l'unico figlio legittimo Gian Niccolò (1479-1512) che sposò Paola Gonzaga.
Nel 1478 soccorre i fiorentini contro le mire espansioniste di Sisto IV nella guerra dei Pazzi. Nel 1480 diventa proprietario del Castello di Mesocco (al cui contado permetterà di aderire alla Repubblica delle Tre Leghe il 4 agosto 1496), che apparteneva da tre secoli alla famiglia De Sacco. Dopo avere partecipato al servizio di Ludovico il Moro alla guerra dei Rossi e avere comandato l'assedio decisivo della Rocca di San Secondo nel 1483, nel 1484 sconfigge i veneziani a Martinengo.

### Periodo napoletano
Il 22 aprile 1487 sposa Beatrice d'Avalos, figlia di Innico I d'Avalos marchese di Pescara, dopo che la prima moglie era morta nel 1483, e nel giugno dello stesso anno parte per Napoli mettendosi al servizio di Alfonso d'Aragona.
La dinastia aragonese rappresentava un ostacolo per gli obiettivi di potere di Ludovico il Moro essendo Isabella d'Aragona sposa del giovane Gian Galeazzo Sforza. Così il Moro si allea con Carlo VIII e lo invita a impossessarsi del regno di Napoli.
Il re francese discende facilmente la penisola e si trova a contrattare la resa del regno di Napoli con Trivulzio, che nel frattempo era stato nominato comandante dell'esercito. Carlo VIII viene colpito dall'abilità del Trivulzio e lo ingaggia, previo permesso scritto di Ferdinando d'Aragona, per 10.000 ducati annui.

### Periodo francese e morte
È in questa veste che il Trivulzio risale la penisola al fianco del re francese e partecipò alla battaglia di Fornovo del 1495.
Il 15 luglio 1495 i francesi arrivano ad Asti; il re nomina Trivulzio luogotenente e gli concedette titoli nobiliari e possedimenti in Francia. Gian Giacomo Trivulzio fu praticamente la longa manus francese in Italia. Nel 1498 morì Carlo VIII e dopo poco il nuovo re francese, Luigi XII, organizzò un potente esercito, comandato dal Trivulzio, per conquistare il Milanese. Il progetto si realizzò puntualmente e il 29 settembre 1499 Gian Giacomo Trivulzio venne nominato Maresciallo di Francia.
Nel 1509 batté i veneziani ad Agnadello, ma nel 1512 fu sconfitto a Pavia dagli svizzeri e dai veneziani. Nel 1515 sconfisse gli svizzeri nella battaglia di Marignano, a cui partecipò lo stesso Francesco I. Nel 1516 difese ancora Milano dall'imperatore Massimiliano I; sospetti, accuse e gelosie lo fecero però cadere in disgrazia agli occhi del re francese Francesco I. Valicò allora le Alpi nel pieno dell'inverno e chiese udienza inutilmente al re. Morì pochi giorni dopo.
Fu in grado di accumulare ingenti ricchezze che in parte, secondo lo spirito del tempo, vennero impiegate per finanziare opere artistiche come quelle dovute al Bramantino: la cappella Trivulzio della Basilica di San Nazaro Maggiore, dove fu sepolto, e il ciclo dei dodici Arazzi Trivulzio dei Mesi, ora conservati al Castello Sforzesco di Milano. Ebbe una ricchissima biblioteca, in gran parte confluita nella Biblioteca Trivulziana, sempre al Castello Sforzesco. Leonardo da Vinci fu incaricato di eseguire un monumento equestre per la sua tomba, per il quale sopravvivono dei disegni, che tuttavia non fu mai realizzato.

## Discendenza
Gian Giacomo e la sua prima moglie Margherita Colleoni ebbero un figlio:
- Gian Niccolò, sposò nel 1501 Paola Gonzaga, figlia di Rodolfo Gonzaga, signore di Castiglione, Castel Goffredo e Solferino.

Ebbe anche otto figli naturali, sette dei quali legittimati:
- Francesca, sposò Ludovico I Pico, signore di Mirandola e conte di Concordia
- Ambrogio (?-1546), vescovo di Bobbio
- Maria Carita, sposò Ludovico Boliers
- Luigi, morto giovane, prima di essere legittimato
- Elisabetta, sposò Antonio Maria Pallavicino, condottiero
- Barbara, sposò Galeazzo Visconti di Fontaneto
- Caterina (?-1486)
- Camillo (?-assassinato il 4 marzo 1522), condottiero, sposò Cecilia del Maino, ed ebbe:
  - Giangiacomo, sposò Ottavia Rangoni
  - Camilla, sposò il nobile Galeazzo Trecchi
  - Gian Carlo

## Ascendenza
|                        |                           |                  | Genitori |  |  | Nonni                 |  |  | Bisnonni            |  |
|                        |                           |                  |          |  |  | Giangiacomo Trivulzio |  |  | Antoniolo Trivulzio |  |
|                        |                           |                  |          |  |  | Giangiacomo Trivulzio |  |  | Antoniolo Trivulzio |  |
|                        |                           | Bianca Landriani |          |  |  | Giangiacomo Trivulzio |  |  |                     |  |
| Antonio Trivulzio      |                           |                  |          |  |  | Giangiacomo Trivulzio |  |  |                     |  |
|                        |                           | Antonia Fagnani  | ..       |  |  |                       |  |  |                     |  |
|                        |                           | Antonia Fagnani  | ..       |  |  |                       |  |  |                     |  |
|                        |                           | Antonia Fagnani  | ...      |  |  |                       |  |  |                     |  |
| Gian Giacomo Trivulzio |                           | Antonia Fagnani  |          |  |  |                       |  |  |                     |  |
|                        | Domenico Visconti Aicardi | ...              |          |  |  |                       |  |  |                     |  |
|                        | Domenico Visconti Aicardi | ...              |          |  |  |                       |  |  |                     |  |
|                        | Domenico Visconti Aicardi | ...              |          |  |  |                       |  |  |                     |  |
| Francesca Visconti     | Domenico Visconti Aicardi |                  |          |  |  |                       |  |  |                     |  |
|                        |                           | ...              | ...      |  |  |                       |  |  |                     |  |
|                        |                           | ...              | ...      |  |  |                       |  |  |                     |  |
|                        |                           | ...              | ...      |  |  |                       |  |  |                     |  |
|                        |                           | ...              |          |  |  |                       |  |  |                     |  |

## Galleria d'immagini

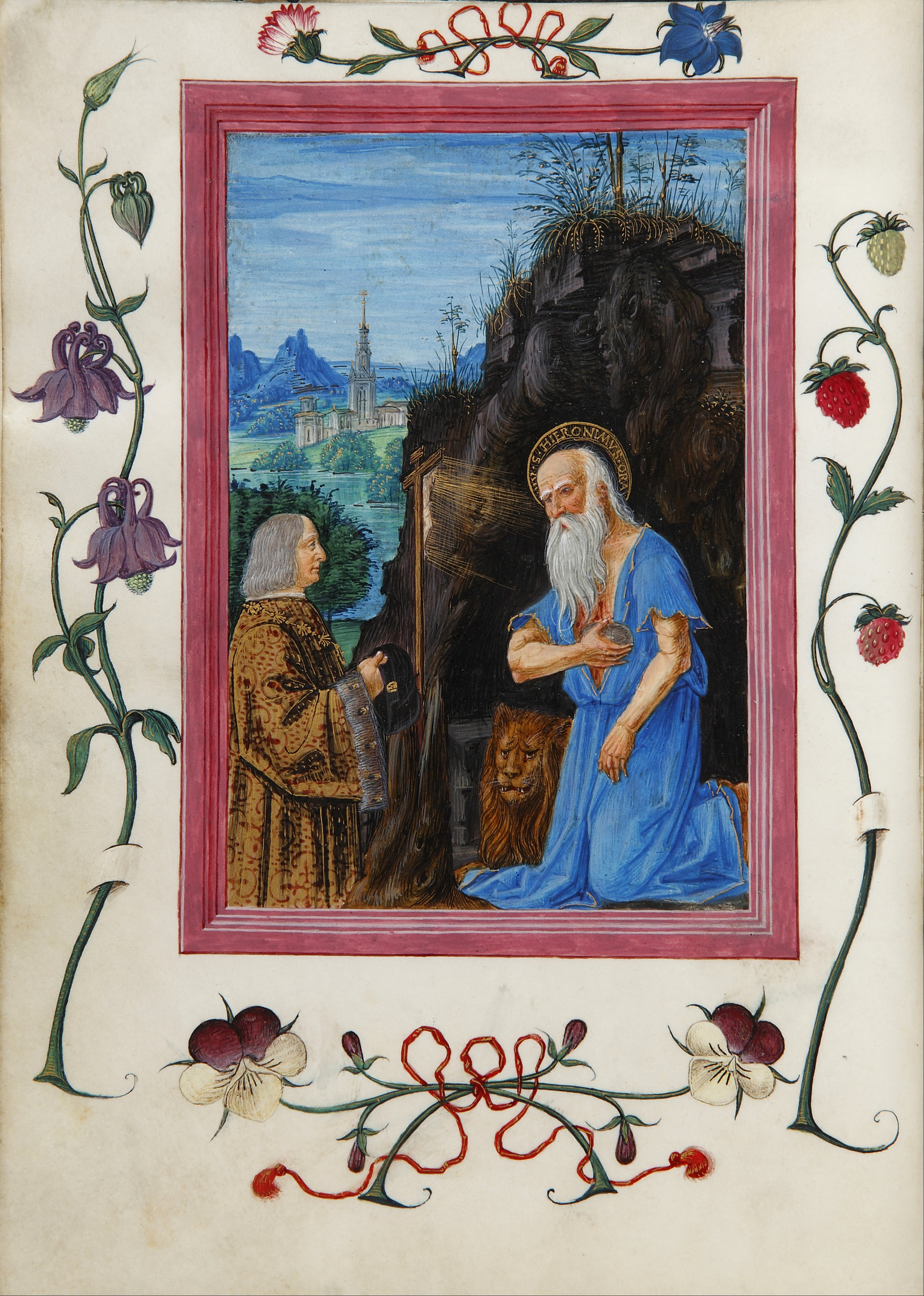
Gian Giacomo e San Girolamo tratto dal libro delle preghiere del Trivulzio
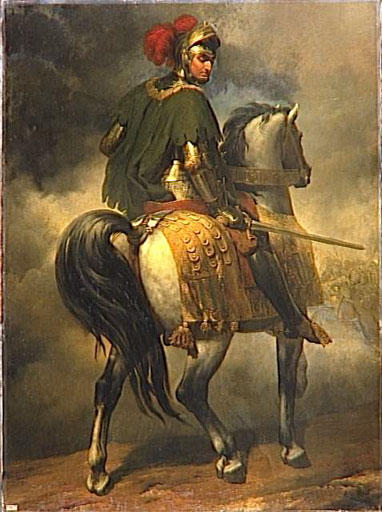
Ritratto equestre di Gian Giacomo Trivulzio di Raymond Monvoisin, 1834. Oggi questo dipinto è conservato nella Reggia di Versailles
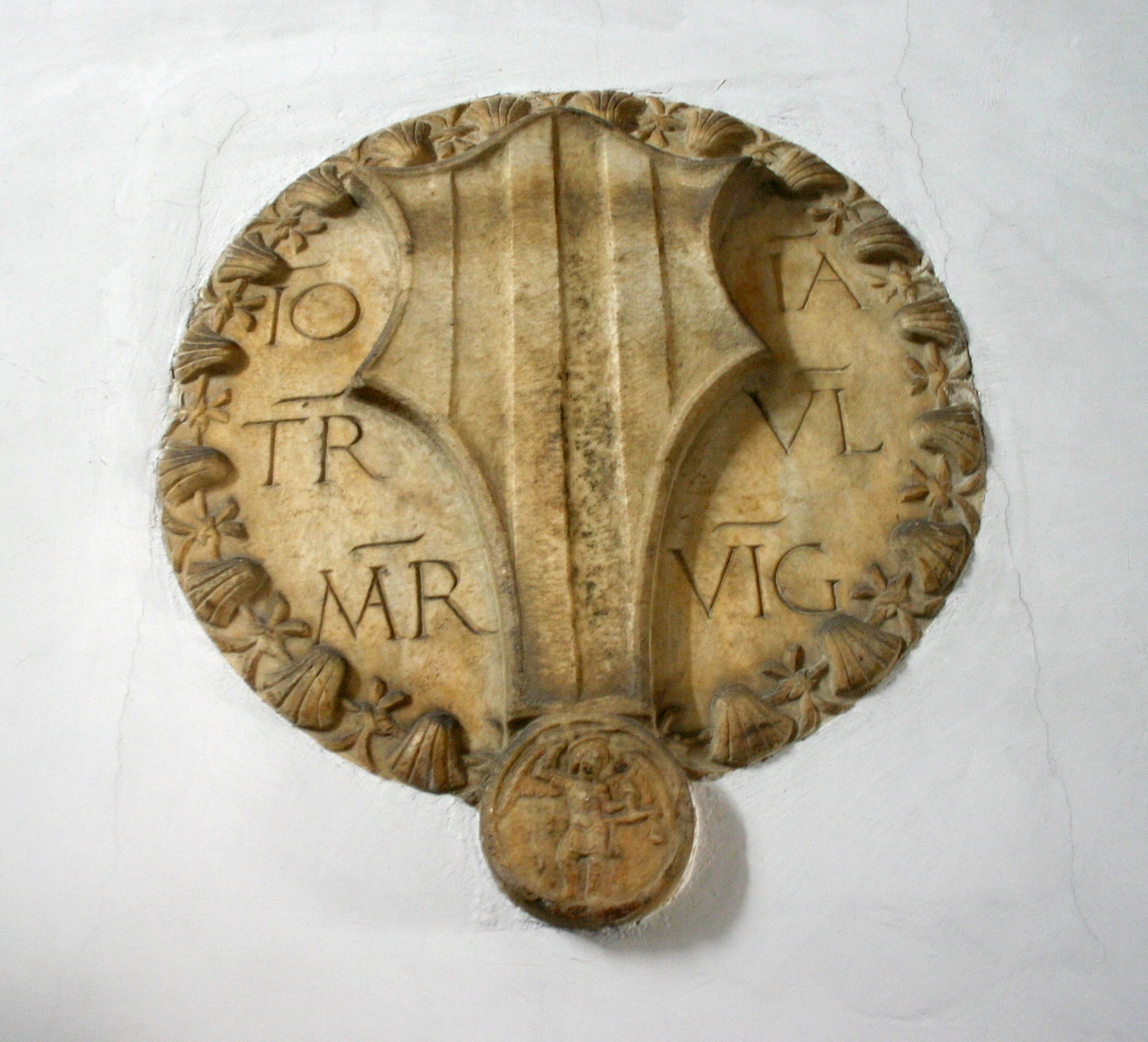
Stemma di Gian Giacomo Trivulzio
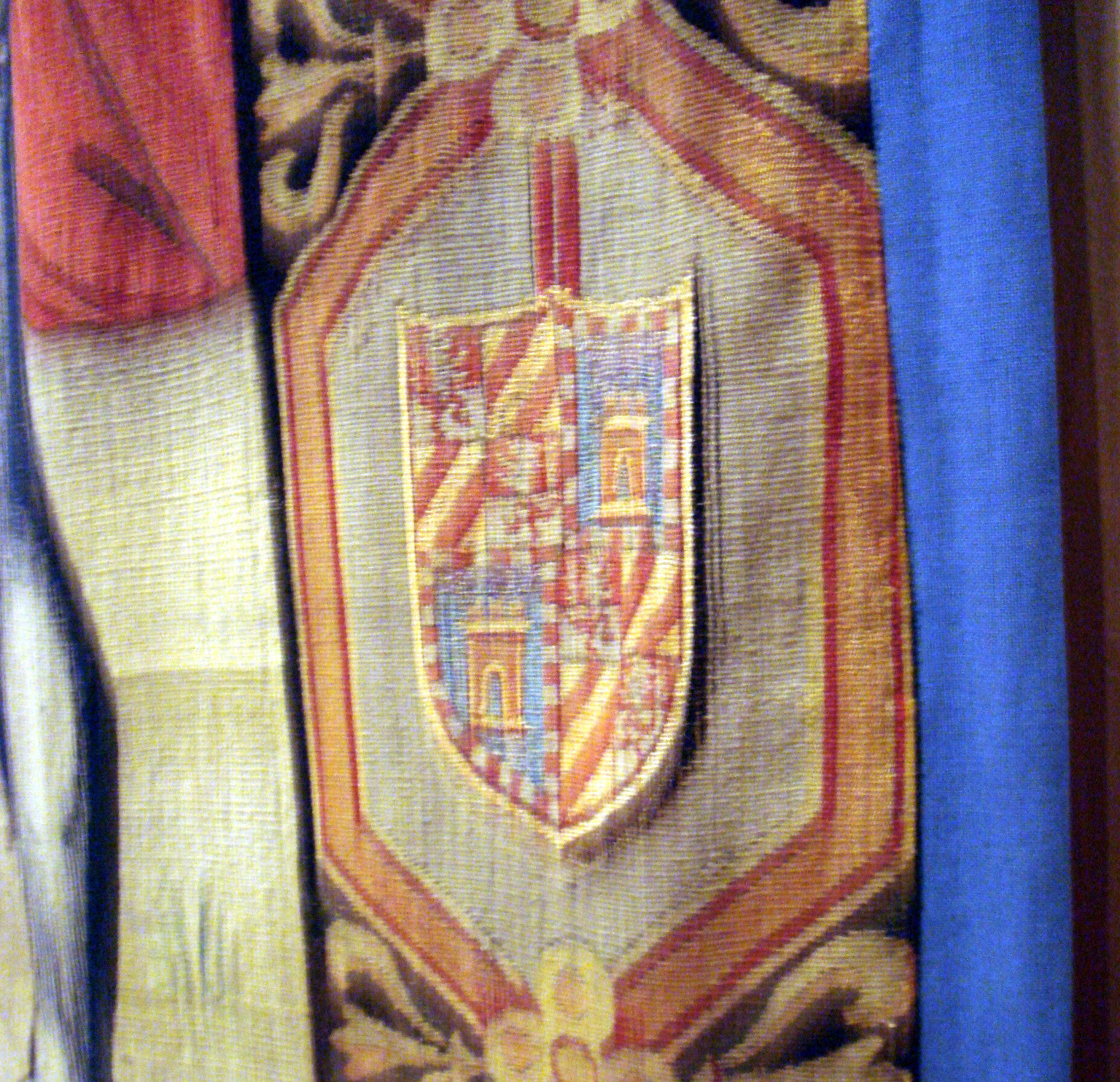
Lo stemma di Beatrice d'Avalos tessuto sugli Arazzi Trivulzio
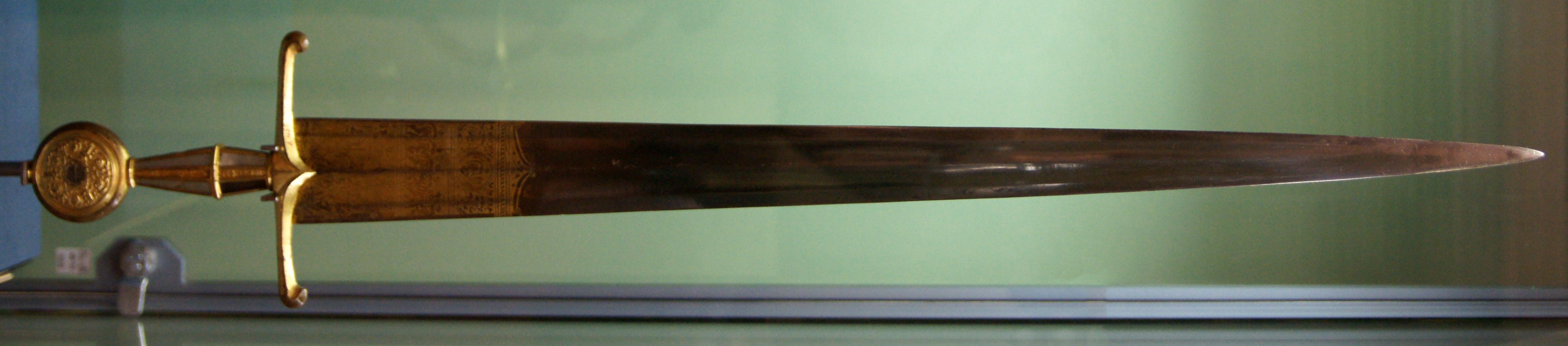
Spada di Giangiacomo Trivulzio, Vienna, Kunsthistorisches Museum
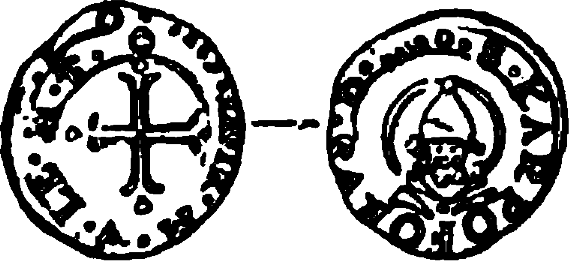
Un denario del Gran Trivulzio
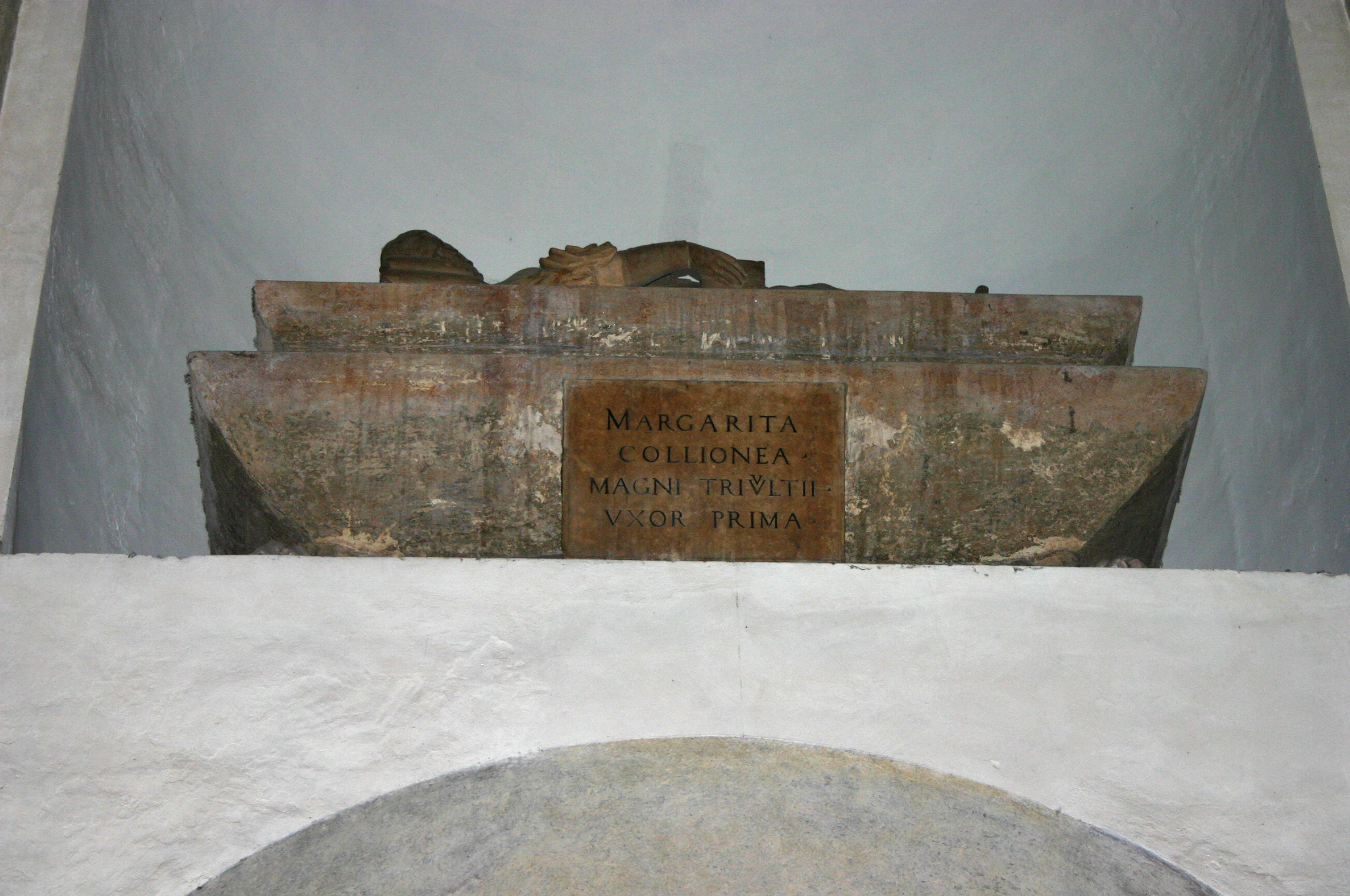
Tomba di Margherita Colleoni nella Cappella Trivulzio in Basilica di San Nazaro in Brolo
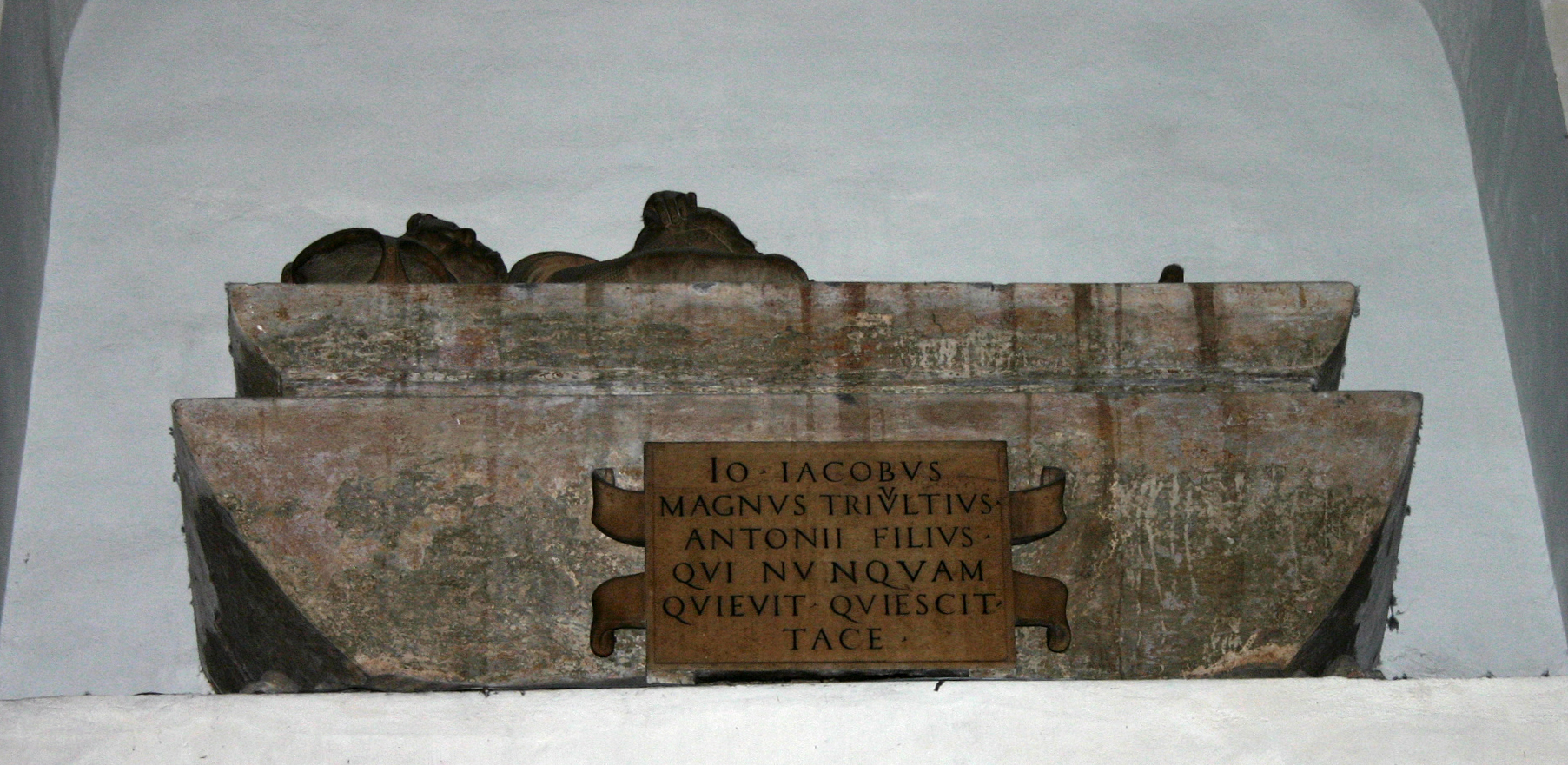
La tomba di Gian Giacomo Trivulzio nel Mausoleo Trivulzio a Milano